# Sparkasse im Landkreis Schwandorf
Die Sparkasse im Landkreis Schwandorf ist ein öffentlich-rechtliches Kreditinstitut mit Sitz in Schwandorf in Bayern. Ihr Geschäftsgebiet ist der Landkreis Schwandorf.

## Organisationsstruktur
Die Sparkasse im Landkreis Schwandorf ist eine Anstalt des öffentlichen Rechts. Rechtsgrundlagen sind das Sparkassengesetz, die bayerische Sparkassenordnung und die durch den Träger der Sparkasse erlassene Satzung. Organe der Sparkasse sind der Vorstand und der Verwaltungsrat.

## Geschäftsausrichtung
Die Sparkasse im Landkreis Schwandorf betreibt als Sparkasse das Universalbankgeschäft. Die Sparkasse im Landkreis Schwandorf wies im Geschäftsjahr 2023 eine Bilanzsumme von 2,477 Mrd. Euro aus und verfügte über Kundeneinlagen von 1,918 Mrd. Euro. Gemäß der Sparkassenrangliste 2023 liegt sie nach Bilanzsumme auf Rang 199. Sie unterhält 19 Filialen/Selbstbedienungsstandorte und beschäftigt 369 Mitarbeiter.

## Sparkassen-Finanzgruppe
Die Sparkasse im Landkreis Schwandorf ist Teil der Sparkassen-Finanzgruppe. Sie vertreibt daher z. B. Bausparverträge der LBS, Kredite von S-Kreditpartner, offene Investmentfonds der Deka und vermittelt Versicherungen der Versicherungskammer Bayern. Die Funktion der Sparkassenzentralbank nimmt die Bayerische Landesbank wahr.